# François Jean Werlé
François Jean Werle (* 6. September 1763 in Soultz-Haut-Rhin; † 16. Mai 1811 bei La Albuera) war ein französischer Général de brigade.

## Leben
1791 trat er in die Armee ein und wurde bald darauf Lieutenant im 1. Bataillon der „Volontaires du Haut-Rhin“. Bereits im folgenden Jahr erfolgte die Beförderung zum Capitaine und die Versetzung zur „177e demi-brigade“ in der Moselarmee. 1797 wurde er zum Chef de bataillon befördert und Général François-Joseph Lefebvre als Aide-de-camp zugeteilt. Im Jahre 1800 wurde er in den Stab von General Nicolas Jean-de-Dieu Soult zur Armée d’Italie versetzt. Während der Belagerung von Genua (April/Juni 1800) konnte er sich auszeichnen wie u. a. in der Schlacht von Montebello (9. Juni 1800). 1804 erfolgte die Beförderung zum Général de brigade mit der Kommandoübernahme der 2. Brigade der 2. Division in der Hannoverarmee. 1805 kommandierte er in der Grande Armée die 2. Brigade der Division von Général Drouet.
Er nahm an den Napoleonischen Kriegen auf der Iberischen Halbinsel teil und kämpfte in der Schlacht bei Valls (25. Februar 1809) sowie bei Talavera (27./28. Juli 1809). Im Frühjahr des darauffolgenden Jahres nahm er an der Belagerung von Ciudad Rodrigo (April/Juli 1810) teil. Er konnte sich in der Schlacht am Gévora (19. Februar 1811) ebenso auszeichnen wie in der Schlacht von La Albuera (16. Mai 1811). Dabei wurde Werlé getötet. Seine letzte Ruhestätte fand er in einem Massengrab am Rande des Schlachtfeldes.

## Ehrungen
- 1804 Commandant de la Légion d’honneur Ehrenlegion
- 1808 Baron de l’Émpire
- Sein Name findet sich am westlichen Pfeiler (38. Spalte) des Triumphbogens am Place Charles-de-Gaulle (Paris)